# Ettrick (làng), Wisconsin
Ettrick là một làng thuộc quận Trempealeau, tiểu bang Wisconsin, Hoa Kỳ. Năm 2006, dân số của làng này là 521 người.